# Journal of Contextual Economics
Journal of Contextual Economics – Schmollers Jahrbuch ist eine englischsprachige, referierte Fachzeitschrift für Wirtschafts- und Sozialwissenschaften. Sie wird von Peter Boettke (George Mason University), Nils Goldschmidt (Universität Siegen), Stefan Kolev (Westsächsische Hochschule Zwickau), Stephen T. Ziliak (Roosevelt University) und Joachim Zweynert (Universität Witten-Herdecke) herausgegeben.
Anknüpfend an die Intention des Namensgebers Gustav von Schmoller, versteht sich die Zeitschrift unter der heutigen Herausgeberschaft als ein Forum für wirtschafts- und sozialwissenschaftliche Forschung, die das Wirtschaften in seiner politischen, sozialen, ökologischen und kulturellen Einbettung begreift – daher der Titel Journal of Contextual Economics.
Die Zeitschrift erscheint vierteljährlich. Einmal jährlich erscheint ein Sonderheft mit Beiträgen zu einem ausgewählten Thema. 2016 erschien, in Anlehnung an Schmollers Artikel von 1881 Die Gerechtigkeit in der Volkswirthschaft, eine Reihe von Aufsätzen zum gleichen Thema. 2017 erfolgte ein Doppelheft zu Institutionen in der Entwicklungsforschung. Im Folgejahr 2018 erschienen englischsprachige Übersetzungen zu Klassikern der Sozioökonomie, die ursprünglich zwischen 1896 und 1938 in den Vorgängerzeitschriften erschienen waren. 2019 erschien ein Sonderheft mit Beiträgen zum Thema „Liberalismus im 21. Jahrhundert“.

## Geschichte
- 1871 wurde die Zeitschrift unter dem Namen Jahrbuch für Gesetzgebung, Verwaltung und Rechtspflege des Deutschen Reiches von Franz von Holtzendorff gegründet.
- 1877 übernahm Gustav von Schmoller die Herausgeberschaft unter dem Titel Jahrbuch für Gesetzgebung, Verwaltung und Volkswirtschaft im Deutschen Reiche.
- 1913 wurde sie zur Ehre des langjährigen Herausgebers Gustav von Schmoller umbenannt in Schmollers Jahrbuch für Gesetzgebung, Verwaltung und Volkswirtschaft; in der Folge erschienen hier auch bedeutende Beiträge der jungen Soziologie.
- 1968 Umbenennung in Schmollers Jahrbuch für Wirtschafts- und Sozialwissenschaften.
- 1972 erneute Umbenennung in Zeitschrift für Wirtschafts- und Sozialwissenschaften; von 1997 bis 1999 diente sie zudem als Publikationsorgan des Vereins für Socialpolitik.
- 2000 wurde die Zeitschrift in Schmollers Jahrbuch – Zeitschrift für Wirtschafts- und Sozialwissenschaften umbenannt und erhielt den englischsprachigen Untertitel Journal of Applied Social Science Studies.
- 2016 wurde die Zeitschrift als Schmollers Jahrbuch – Journal of Contextual Economics geführt.
- 2017 wurde die Zeitschrift in Journal of Contextual Economics umbenannt; Schmollers Jahrbuch ist seither der Beiname.
- 2020 erweitert sich die Herausgeberschaft um die zwei amerikanischen Wirtschaftswissenschaftler Peter Boettke und Stephen Ziliak.[2]

Die Zeitschrift wird seit ihrer Gründung vom Verlagshaus Duncker & Humblot verlegt. Eine besondere Nähe entstand zwischen der Zeitschrift und dem Verlagshaus, da Carl Geibel, der das Verlagshaus von 1866 bis zu seinem Tod 1884 leitete, die gesamten Schriften des Vereins für Socialpolitik, welche Gustav von Schmoller ins Leben gerufen hatte, verlegte.